# Frans van Haaren

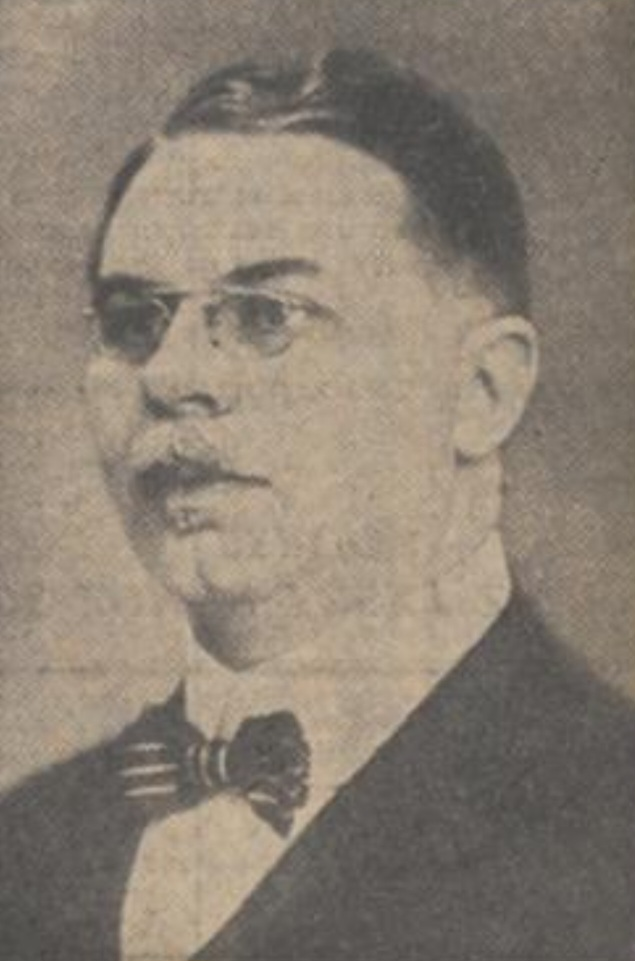
Mr. dr. F.L.J. van Haaren

Franciscus Laurentius Josephus (Frans) van Haaren (Beek (Gelderland), 29 januari 1886 – Schiedam, 13 april 1945) was een Nederlands jurist, burgemeester en waarnemend gouverneur van Suriname.
Van 1897 tot 1904 studeerde Van Haaren aan het gymnasium van Rolduc. Daarna volgde een studie rechten aan de Universiteit van Amsterdam en staatswetenschappen aan de Universiteit Utrecht waar hij respectievelijk in juni 1908 en oktober 1909 promoveerde.
Van Haaren begon te werken als advocaat in Amsterdam en later als advocaat en procureur in Nijmegen, Eindhoven en Amsterdam. Eind 1922 volgde zijn benoeming tot advocaat-generaal in Suriname en in november 1925 werd hij daar gouvernementssecretaris. In augustus 1926 werd Van Haaren lid van de Raad van Bestuur van Suriname, waarvan hij later ook ondervoorzitter werd.
Eind 1928 volgde hij Jan Luchies Nysingh op als procureur-generaal, toen deze terugkeerde naar Nederland waar hij in Utrecht officier van justitie werd. Tijdens het verlof van de gouverneur Rutgers was hij twee keer waarnemend gouverneur: van juli 1930 tot november 1930, en van oktober 1932 tot circa februari 1933. Op 7 februari ontaardde onder zijn leiding een protest om de vrijlating van Anton de Kom. Op deze Zwarte Dinsdag vielen 2 doden en 22 gewonden. In de periode tussen het vertrek van Rutgers in augustus 1933 en de komst van gouverneur Kielstra in oktober 1933 was hij opnieuw waarnemend gouverneur.
Op 1 juni 1935 werd hij burgemeester van Schiedam waar hij C. Houtman opvolgde, die sinds het vertrek van Hendrikus Stulemeijer op 28 februari 1935 die functie had waargenomen. In augustus 1941 werd hij door de Rijkscommissaris voor het bezette Nederlandse gebied op pensioen gesteld, waarna generaal-majoor b.d. Draaijer benoemd werd tot burgemeester van Schiedam. In mei 1942 werd hij met enkele andere vooraanstaande Schiedammers opgepakt en als gijzelaar opgesloten in Sint-Michielsgestel. In december van dat jaar werd Van Haaren weer vrijgelaten.
De Schiedamse verzetsgroep N.O. (Neutrale Organisatie) publiceerde vanaf juni 1944 een eigen ondergronds blad voor Schiedam en omstreken: De N.O. Hierin schreef Van Haaren hoofdartikelen die hij meestal liet eindigen met een gedicht met als thema: nooit vergeten.
Van Haaren overleed op 13 april 1945, nog geen maand voor de bevrijding, op 59-jarige leeftijd aan een hersenbloeding.
Kort na de oorlog verscheen een boekje met de titel "Vergeten..... nooit!. Ter nagedachtenis van wijlen Burgemeester F.L.J. van Haaren" met teksten van hem die eerder in De N.O. waren verschenen.

## Trivia
- In Schiedam is een straat (Burgemeester van Haarenlaan) en een scoutinggroep (Scoutinggroep Burgemeester van Haaren) naar hem vernoemd.
- Zijn in Paramaribo geboren dochter A.M. Verhoef-van Haaren heeft over haar vader in het tijdschrift Scyedam in 1983 een artikel geschreven met de titel "Herinneringen aan mijn vader".